# Жамон, Эдуард Фернанд
Эдуард Фернанд Жамон (фр. Edouard Ferdinand Jamont; 1831 — 1918) — французский военачальник, генералиссимус.

## Биография
Участвовал в Крымской, Австро-итало-французской войне и Франко-прусской войнах.
В 1885 году был назначен главнокомандующим французскими войсками в Тонкине (северная часть Вьетнама) и завершил его завоевание.
В 1895 году назначен на место Г. Галифе генеральным-инспектором французской армии. В 1897 году стал генералиссимусом.
В 1900 году, недовольный производимыми военным министром в кабинете Вальдека-Руссо, генералом Галифе, переменами в личном составе армии, имевшими целью придать ей прореспубликанский характер, вышел в отставку.